# Romário Leiria de Moura
Romário Leiria de Moura, noto solo come Romário (Porto Alegre, 28 giugno 1992), è un ex calciatore brasiliano, di ruolo difensore.

## Caratteristiche tecniche
È un difensore centrale.

## Carriera
Con la Nazionale brasiliana Under-20 ha vinto nel 2011 sia il Sudamericano che i Mondiali di categoria.

## Palmarès

### Nazionale
- Campionato sudamericano Under-20: 1

2011
- Campionato mondiale Under-20: 1

2011